# 岩手県南部方言
岩手県南部方言（いわてけんなんぶほうげん）は、岩手県南部の旧仙台藩（伊達藩）域で話される日本語の方言である。東北方言の南奥羽方言に属す。岩手県北中部の旧南部藩域の方言を「南部弁」と呼ぶように本方言を伊達弁（だてべん）と呼ぶことがあるが、青森県東部も含んで幅広く使われる「南部弁」と比べると一般的な呼称ではない。「仙台弁」を旧仙台藩域の方言の総称と定義する場合、本方言は仙台弁に含まれる。

## 概要
岩手県内の方言は近世の仙台藩と南部藩の境界によって二分され、その境界がそのまま南奥羽方言と北奥羽方言の境界をもなしている。ただし久慈市から釜石市にかけての三陸海岸の方言は藩境を跨って共通する部分がある。気仙地方の方言は山浦玄嗣によってケセン語と名付けられ、独自のラテン文字および仮名による表記法が考案されている（詳細はケセン語参照）。

## アクセント
型の種類が少ない東京式アクセントである。これは北部仙台方言と共通しており、1拍名詞は第一類・第二類が○型（無核型）、第三類が○型で中輪・外輪式と同じだが、2拍名詞は第一類・第二類が○○型、第三類・第四類・第五類が○○型であり、○○型がない。また、3拍名詞は○○○型、○○○型、○○○型の3種類で○○○型がない。

## 表現
- 共通語の「ので」にあたる接続助詞に、県北中部では「すけー」を使うのに対し[2]、県南部では「がら」を使う[4][5]。